# Агатон от Атина
Вижте пояснителната страница за други личности с името Агатон.
Агатон (на старогръцки: Ἀγάθων, Ἀγάθωνος, Agathon, * ок. 448 пр. Хр., † ок. 400 пр. Хр.) е древногръцки поет на трагедии в Древна Атина, герой в Платоновия Symposium.
Агатон е син на атенианеца Тисамен и приятел на Еврипид и Платон. Като млад той печели състезание по писане на трагедии при Дионисийовите тържества през 417 пр. Хр., което Платон празнува при него на банкет и описва в диалога Пир (Symposium). Агатон е красив, богат и с изящни маниери.
Той живее заедно с Павзаний. Двамата заедно с Еврипид отиват около 407 пр. Хр. в Пела в двора на македонски цар Архелай I. Според Апиан тогава той е около 40-годишен и умира там около 402 пр. Хр.
Агатон е автор на трагедията Anthos (Цветето). Той не използва образи от митологията, а от реалния живот и има за пример софиста Горгий.
Виланд пише за него романа „Агатон“ (Geschichte des Agathon, 1766).